# Базилика Бон-Жезуш

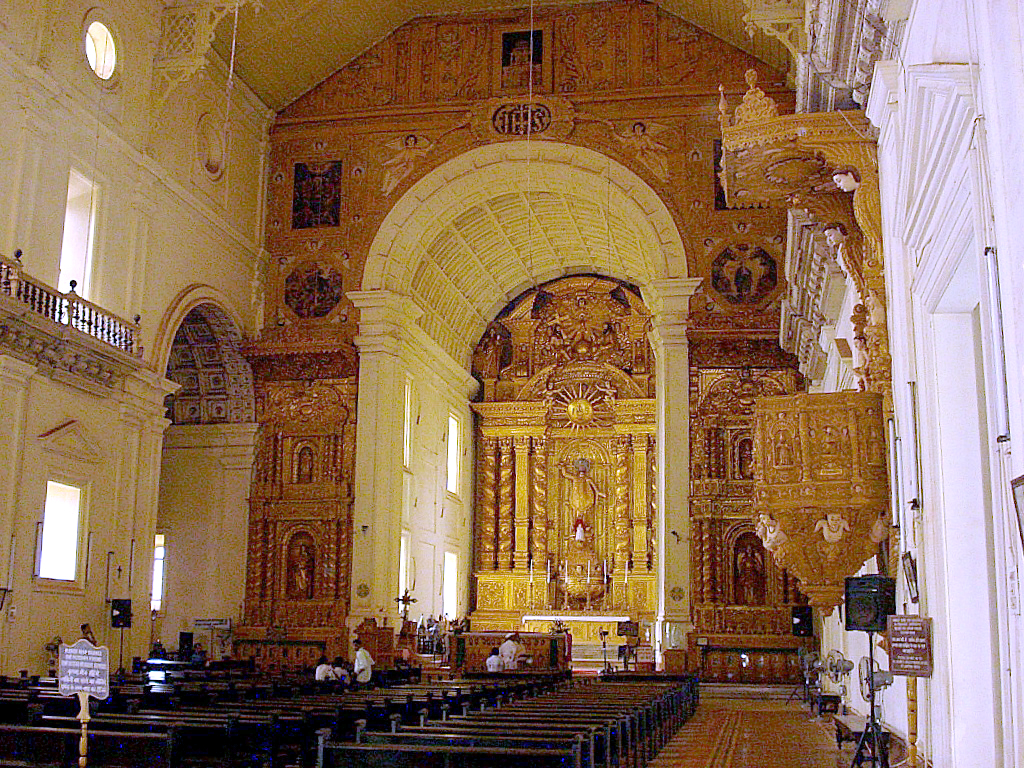
Внутренний интерьер храма

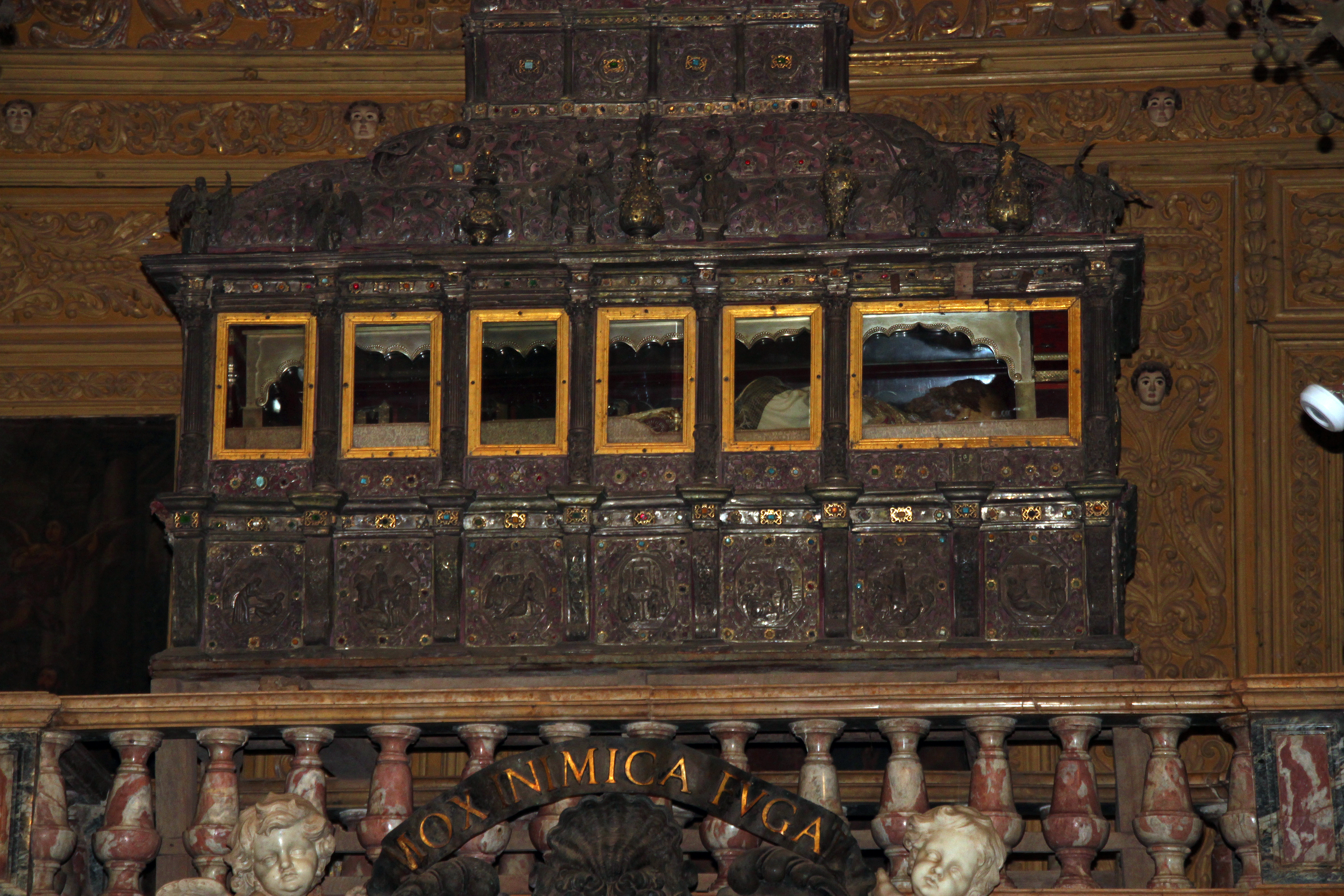
Реликварий с мощами святого Франциска Ксаверия

Базилика Бон-Жезуш, в переводе с португальского языка — Базилика Милосердного Иисуса (порт. Basílica do Bom Jesus) — католическая церковь, исторический памятник, находящийся в Старом Гоа, Индия. Первая церковь в Индии, объявленная Святым Престолом малой базиликой. В храме хранятся мощи иезуита святого Франциска Ксаверия, в связи с чем она является центром католического паломничества. Объект Всемирного наследия ЮНЕСКО.

## История
Строительство храма началось в 1594 году и завершилось в 1605 году освящением, которое совершил архиепископ Гоа Алексу ди Менезеш. Храм построен в барочном стиле. Внутренний интерьер украшен мраморным полом с инкрустацией полудрагоценными камнями. Стены украшены иконами из жизни святого Франциска Ксаверия. Кроме позолоченных алтарей интерьер храма довольно простой.
В центре главного алтаря находится статуя св. Игнатия Лойолы, основателя ордена иезуитов. Взгляд Лойолы направлен вверх на эмблему иезуитов с монограммой Иисуса IHS. Над эмблемой находится Святая Троица. Алтарный стол украшен изображением Тайной Вечери, с надписью «это тело моё», сделанной на языке конкани.
В отдельном мавзолее находится серебряный реликварий с мощами святого Франциска Ксаверия, который скончался 2 декабря 1552 года на китайском острове Шанчуань. Впоследствии его тело некоторое время находилось в церкви святого Павла в Малакке и потом было доставлено 11 декабря 1553 года в базилику Бон-Жезуш в Гоа. В 1619 году Франциск Ксаверий был объявлен блаженным, после чего его мощи были помещены в часовне Франциска Борджиа. В 1637 году мощи Франциска были помещены в серебряном реликварии, который был подарен великим герцогом Тосканы Козимо III Медичи. В 1659 году мощи были перемещены в отдельную часовню, сооружённую напротив часовни Франциска Борджиа. В 1698 году флорентийский скульптор Джованни Баттиста Фоджини построил мавзолей (усыпальницу) для демонстрации мощей святого Франциска Ксаверия. Раз в 10 лет на 6 недель его нетленные мощи выставляются для всеобщего обозрения (последний раз это было в 2014 году).
В 1986 году храм был внесён в список объектов Всемирного наследия в составе группы «Церкви и монастыри Гоа».